# Булинье
Булинье́ (фр. Bouligney) — коммуна во Франции, находится в регионе Франш-Конте. Департамент — Верхняя Сона. Входит в состав кантона Вовиллер. Округ коммуны — Люр.
Код INSEE коммуны — 70083.

## География
Коммуна расположена приблизительно в 310 км к востоку от Парижа, в 75 км севернее Безансона, в 31 км к северу от Везуля.

## Население
Население коммуны на 2010 год составляло 432 человека.
| 1962 | 1968 | 1975 | 1982 | 1990 | 1999 | 2010 |
| ---- | ---- | ---- | ---- | ---- | ---- | ---- |
| 430  | 463  | 418  | 454  | 481  | 429  | 432  |

## Администрация
| Период | Период | Фамилия       | Партия | Примечания |
| ------ | ------ | ------------- | ------ | ---------- |
| 2001   | 2010   | Колет Саж     |        |            |
| 2010   | 2014   | Патрик Бодуэн |        |            |

## Экономика
В 2010 году среди 268 человек трудоспособного возраста (15—64 лет) 193 были экономически активными, 75 — неактивными (показатель активности — 72,0 %, в 1999 году было 67,0 %). Из 193 активных жителей работали 172 человека (92 мужчины и 80 женщин), безработных было 21 (10 мужчин и 11 женщин). Среди 75 неактивных 14 человек были учениками или студентами, 39 — пенсионерами, 22 были неактивными по другим причинам.

## Достопримечательности
- Старое кладбище, известное как «Чумное» (1637 год). Исторический памятник с 2009 года[3]
- Мэрия, общественная прачечная и фонтан «Наполеон» (1832—1840 годы). Исторический памятник с 1996 года[4]

## Фотогалерея
- Церковь Сент-Остез
- Мэрия, общественная прачечная и фонтан «Наполеон»
- Военный мемориал
- Кладбище